# モード系
モード系（モードけい）とは、フランス語で"流行”や“ファッション”を意味するモード（mode）という言葉に、系統や体系を意味する「系」という語を加えた複合語。
- 服飾において使用される「モード」とは、パリ・コレクション、ミラノ・コレクション、ニューヨーク・コレクション、ロンドン・コレクションなどで行われるファッション・ウィーク（ファッションショー）に出品するオートクチュールを主に手掛けるハイブランドが発表した新作やコレクションを意味する[4]。
  - 上記コレクションで発表された流行のコンセプトを汲んだデザインのものをモード系と称する。
  - 一方で、モノトーンで纏めたコーディネートや無機質なデザイン、独創性に優れた個性的なデザイン、洗練された都会的な着こなしに対しても「モード系」と呼称することがあり、その定義は曖昧になってきている[5]。

- 髪型においては各国の理美容団体が毎年、または春・夏と秋・冬の年2回、その年のモードコレクションや流行色などのトレンドにあわせた髪型が発表される[6][7]。